# A.C.M.E.
La A.C.M.E. (Anonima Costruzione Motori Endotermici) è stata un'azienda di Valdobbiadene (provincia di Treviso) produttrice di motori a scoppio (principalmente per macchine agricole).

## Storia
Fu fondata nel 1947 dall'ing. Fortunato Boghetto (1902-1967). Fu una delle ditte principali che contribuirono alla meccanizzazione del settore agricolo, legato da secoli all'uso di attrezzature manuali o trainate da animali. Nei primi anni novanta viene acquisita dalla ditta Lombardini di Reggio Emilia, e la produzione cessò definitivamente nel 2007.